# Dimmit County
Das Dimmit County ist ein County im Bundesstaat Texas der Vereinigten Staaten. Das U.S. Census Bureau hat bei der Volkszählung 2020 eine Einwohnerzahl von 8.615 ermittelt. Der Sitz der Countyverwaltung (County Seat) befindet sich in Carrizo Springs.

## Geographie
Das County liegt südlich des geographischen Zentrums von Texas und grenzt mit seiner südwestlichen Spitze an Mexiko. Es hat eine Fläche von 3456 km², wovon 9 km² Wasserfläche sind. Es grenzt im Uhrzeigersinn an folgende Countys: Zavala County, La Salle County, Webb County und Maverick County.

## Geschichte
Dimmit County wurde am 1. Februar 1858 aus Teilen des Bexar County, Maverick County, Uvalde County und Webb County gebildet. Die Verwaltungsorganisation wurde am 2. November 1880 abgeschlossen. Benannt wurde es nach Philip Dimmitt, einem Offizier während der texanischen Revolution. Dimmit beging 1841 Selbstmord, um der Inhaftierung in einem mexikanischen Gefängnis zu entgehen.

## Demografische Daten

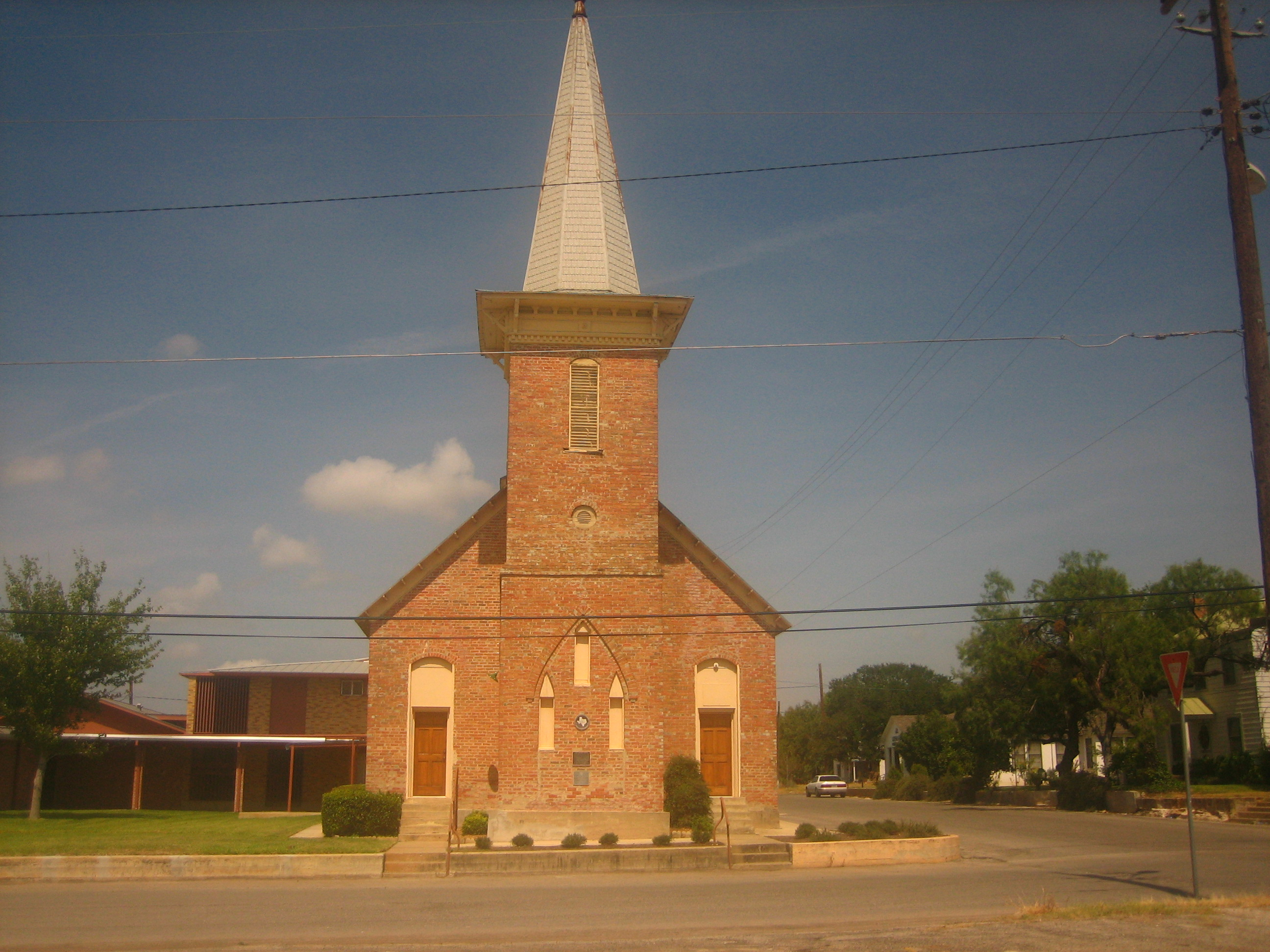
Historische First Baptist Church in Corrizo Springs

Nach der Volkszählung im Jahr 2000 lebten im Dimmit County 10.248 Menschen in 3.308 Haushalten und 2.646 Familien. Die Bevölkerungsdichte betrug 3 Einwohner pro Quadratkilometer. Ethnisch betrachtet setzte sich die Bevölkerung zusammen aus 76,95 Prozent Weißen, 0,88 Prozent Afroamerikanern, 0,70 Prozent amerikanischen Ureinwohnern, 0,66 Prozent Asiaten, 0,07 Prozent Bewohnern aus dem pazifischen Inselraum und 18,23 Prozent aus anderen ethnischen Gruppen; 2,51 Prozent stammten von zwei oder mehr Ethnien ab. 84,97 Prozent der Einwohner waren spanischer oder lateinamerikanischer Abstammung.
Von den 3.308 Haushalten hatten 42,0 Prozent Kinder oder Jugendliche, die mit ihnen zusammen lebten. 57,4 Prozent waren verheiratete, zusammenlebende Paare 17,2 Prozent waren allein erziehende Mütter und 20,0 Prozent waren keine Familien. 18,0 Prozent waren Singlehaushalte und in 9,3 Prozent lebten Menschen im Alter von 65 Jahren oder darüber. Die durchschnittliche Haushaltsgröße betrug 3,60 und die durchschnittliche Familiengröße betrug 3,48 Personen.
33,2 Prozent der Bevölkerung war unter 18 Jahre alt, 8,8 Prozent zwischen 18 und 24, 24,7 Prozent zwischen 25 und 44, 20,7 Prozent zwischen 45 und 64 und 12,6 Prozent waren 65 Jahre alt oder älter. Das Medianalter betrug 32 Jahre. Auf 100 weibliche Personen kamen 94,3 männliche Personen und auf 100 Frauen im Alter von 18 Jahren oder darüber kamen 91,1 Männer.
Das jährliche Durchschnittseinkommen eines Haushalts betrug 21.917 USD, das Durchschnittseinkommen einer Familie betrug 24.579 USD. Männer hatten ein Durchschnittseinkommen von 25.000 USD, Frauen 15.370 USD. Das Prokopfeinkommen betrug 9.765. 33,2 Prozent der Einwohner 29,7 Prozent der Familien lebten unterhalb der Armutsgrenze.

## Orte im County
- Asherton
- Big Wells
- Brundage
- Carrizo Hill
- Carrizo Springs
- Catarina
- Valley Wells
- Winter Haven (Texas)